# Krvna osveta
Krvna osveta je običaj u kojem se sukob između dvije obitelji započet ubojstvom člana jedne obitelji nastavlja međusobnim ubijanjem, jednog po jednog muškarca. Izraz koji se koristi je da jedna obitelj drugoj "duguje krv" i dug se vraća samo ubojstvom muškarca iz druge obitelji.
Ovaj je običaj postojao sve do druge polovice dvadesetog stoljeća na nekim prostorima Kosova, Albanije, Crne Gore i Sicilije. Smatra se da danas još uvijek postoji na Kosovu.

## Povod
Povod je obično sukob između dva muškarca oko međe, oko djevojke, prometne nesreće ili bilo čega drugog, koje se, s obzirom na opći primitivizam, nisku razinu kulture i tolerancije završava ubojstvom. U obitelji ubojice ubojstvo se opravdava "svjetlim obrazom", "čašću" i sličnim.

## Rat između obitelji
Obitelj koja "duguje krv", odnosno čiji je član ubio člana druge obitelji, prelazi na poseban način života. Muškarci, osim djece muškog spola, ne izlaze van dvorišta kuće, koja je i zbog ovih razloga opasana visokim zidom. Sve poslove nabave hrane, rada u polju, čuvanja stoke i slično preuzimaju žene i djeca. To traje dok se neko od članova obitelji ne "prevari" i izađe van gdje ga čeka odabrani pripadnik druge obitelji s namjerom ga ubije. Ubojstvom se spor ne izmiruje, već počinje spirala smrti pa sada "dug krvi" prelazi na drugu obitelj. Ako odabrani likvidator odbije ubiti člana neprijateljske obitelji, smatra se kukavicom, obitelj ga se odriče i doživljava najveću sramotu.

## Pomirenje
Pomirenje se teško postiže i događa se poslije obično 20-30 godina međusobnog ubijanja, kada se već skoro nitko ne sjeća kako i kada je sukob počeo. Tada "savjet mudraca" sela ili plemena započinje dugačke pregovore s obje obitelji da obitelj koja "duguje krv" dug isplati u novcu. Poslije pijačarskog cjenjkanja dolazi do pomirenja, javno pred cijelim plemenom i obitelji koja je dobila novac, tj. njen najstariji član se rukuje s najstarijim članom druge obitelji i javno izjavljuje da je dug izmiren.
Primjer krvne osvete pojavljuje se u kultnom filmu Kum po romanu Marija Puza, s Marlonom Brandom i Al Pacinom u glavnim ulogama.